# Pediasia subflavellus
Pediasia subflavellus là một loài bướm đêm trong họ Crambidae.